# Liste der Mitglieder des Landtags von Waldeck-Pyrmont 1890–1893
Diese Liste nennt die Liste der Mitglieder des Landtags von Waldeck-Pyrmont 1890–1893.
1852 verabschiedete Fürst Georg Victor die Verfassungsurkunde für die Fürstentümer Waldeck und Pyrmont. Damit wurde ein neues Wahlrecht bestimmt und 1890 der 15. Landtag nach diesem Wahlrecht gewählt. Gewählt wurden 15 Abgeordnete in indirekter Wahl in Mehrpersonenwahlkreisen. Diese Wahlkreise entsprachen den vier Landkreisen, wobei je Kreis vier Abgeordnete gewählt wurden. Ausnahme war Pyrmont, wo drei Abgeordnete gewählt wurden. Rechtsgrundlage der Wahl war das Wahlgesetz vom 17. August 1852 (Wald. Reg. Bl., S. 163) in der Fassung vom 2. August 1856 (Wald. Reg. Bl., S. 75).

## Liste der Abgeordneten
Die so bestimmten Abgeordneten waren: 
| Wahlbezirk           | Abgeordneter       | Anmerkungen           |
| -------------------- | ------------------ | --------------------- |
| Kreis der Twiste     | Heinrich Schwaner  |                       |
| Kreis der Twiste     | Friedrich Bender   |                       |
| Kreis der Twiste     | Friedrich Schultze |                       |
| Kreis der Twiste     | Adolf Rhode        | Bis 5. November 1891  |
| Kreis der Twiste     | Robert Varnhagen   | Ab 30. Oktober 1892   |
| Kreis des Eisenbergs | Eduard Emde        |                       |
| Kreis des Eisenbergs | Heinrich Böhle     |                       |
| Kreis des Eisenbergs | Ludwig Lange       |                       |
| Kreis des Eisenbergs | Wilhelm Mogk       | Bis 1. August 1892    |
| Kreis des Eisenbergs | Robert Waldeck     | Ab 31. Oktober 1892   |
| Kreis der Eder       | Hermann Gießelmann |                       |
| Kreis der Eder       | Christian Hertel   |                       |
| Kreis der Eder       | Wilhelm Krummel    |                       |
| Kreis der Eder       | Friedrich Waldeck  | Bis 30. März 1891     |
| Kreis der Eder       | Carl Hartmann      | Ab 28. Oktober 1891   |
| Kreis Pyrmont        | Albert Tepel       |                       |
| Kreis Pyrmont        | Wilhelm Mommsen    |                       |
| Kreis Pyrmont        | Gustav Baumbach    | Ab 30. Oktober 1892   |
| Kreis Pyrmont        | Ludwig Brinkmann   | Bis 3. September 1892 |